# Organothrips
Organothrips är ett släkte av insekter. Organothrips ingår i familjen smaltripsar.
Kladogram enligt Catalogue of Life:
| Organothrips | \| \| Organothrips bianchii \| \| \| \| \| \| Organothrips indicus \| \| \| \| |
|              | \| \| Organothrips bianchii \| \| \| \| \| \| Organothrips indicus \| \| \| \| |
|              | Organothrips bianchii                                                          |
|              |                                                                                |
|              | Organothrips indicus                                                           |
|              |                                                                                |